# 1 صفر
- السبت
- الأحد
- الاثنين
- الثلاثاء
- الأربعاء
- الخميس
- الجمعة

- 283 أغسطس 2024
- 294 أغسطس 2024
- 15 أغسطس 2024
- 26 أغسطس 2024
- 37 أغسطس 2024
- 48 أغسطس 2024
- 59 أغسطس 2024
- 610 أغسطس 2024
- 711 أغسطس 2024
- 812 أغسطس 2024
- 913 أغسطس 2024
- 1014 أغسطس 2024
- 1115 أغسطس 2024
- 1216 أغسطس 2024
- 1317 أغسطس 2024
- 1418 أغسطس 2024
- 1519 أغسطس 2024
- 1620 أغسطس 2024
- 1721 أغسطس 2024
- 1822 أغسطس 2024
- 1923 أغسطس 2024
- 2024 أغسطس 2024
- 2125 أغسطس 2024
- 2226 أغسطس 2024
- 2327 أغسطس 2024
- 2428 أغسطس 2024
- 2529 أغسطس 2024
- 2630 أغسطس 2024
- 2731 أغسطس 2024
- 281 سبتمبر 2024
- 292 سبتمبر 2024
- 303 سبتمبر 2024
- 14 سبتمبر 2024
- 25 سبتمبر 2024
- 36 سبتمبر 2024

1 صَفَر أو 1 صَفَر الخير أو 1 صَفَر المُظفَّر أو يوم 1 \ 2 (اليوم الأوَّل من الشهر الثاني) هو اليوم الحادي والثلاثين من أيَّام السنة وفق التقويم الهجري القمري (العربي). يبقى بعده 323 أو 324 يومًا لانتهاء السنة.

## أحداث
- 2 هـ - وقوع غزوة الأبواء، أول غزوة للنبي محمد وللمسلمين، وقد نتج عنها أن عقد عقدا وحلفا مع بني ضمرة من كنانة ولهذا لم يحصل بهذه الغزوة قتال.
- 12 هـ - وقوع معركة المذار (الثني) بين المسلمين بقيادة خالد بن الوليد والفرس الساسانيين، وانتصار المسلمين.
- 13 هـ - الخليفة أبو بكر الصديق يعقد أربعة ألوية لفتح الشام بعد أن فرغ من حروب الردة، ويجعل قيادتها لأبي عبيدة بن الجراح، وعمرو بن العاص، وشرحبيل بن حَسَنة، ويزيد بن أبي سفيان.
- 37 هـ - وقوع معركة صفين التي وقعت بين جيش الإمام علي بن أبي طالب وجيش معاوية بن أبي سفيان وقيل في عام 39 هـ.
- 61 هـ - وصول سبايا واقعة الطف وفيهم بنات الرسول والإمام علي زين العابدين إلى الشام بأمر من يزيد بن معاوية.
- 187 هـ - مقتل جعفر بن يحيى البرمكي وزير الخليفة العباسي هارون الرشيد، في النكبة المعروفة بـ«نكبة البرامكة».
- 478 هـ - سقوط طليطلة المسلمة في أيدي القشتاليين، وكان ذلك بداية سقوط معاقل الإسلام في الأندلس تباعًا.
- 929 هـ - العثمانيون يتمكنون من فتح جزيرة رودس الحصينة، بقيادة السلطان سليمان القانوني، ويخرجون منها آخر من تبقى من الصليبيين في شرق البحر المتوسط.
- 1248 هـ - اندلاع ثورة المفتي عبد الغني آل جميل ضد الوالي العثماني في بغداد.
- 1332 هـ - بريطانيا تعزل الخديوي عباس حلمي عن عرش مصر بعد إعلان قرارها بإعلان الحماية على مصر، وكان ذلك الإجراء في إطار سياسة بريطانيا الرامية إلى عزل مصر عن دولة الخلافة العثمانية التي كانت قد دخلت الحرب العالمية الأولى ضد بريطانيا ودول الحلفاء.
- 1337 هـ - الإمام يحيى حميد الدين يدخل صنعاء لتصبح المملكة المتوكلية اليمنية دولة مستقلة منذ ذلك التاريخ.
- 1382 هـ - جبهة التحرير الوطني الجزائرية تعلن انتهاء ثورة التحرير بعد أن أقرت فرنسا باستقلال الجزائر ولم يتبقى سوى التصديق الرسمي على الاتفاق بين الجانبين.
- 1395 هـ - القبارصة الأتراك يعلنون إنشاء «دولة قبرص التركية الفيدرالية» كإدارة قبرصية تركية مستقلة، وذلك بعد فشل المحادثات بين تركيا واليونان حول الجزيرة، واحتلال القوات العسكرية التركية لحوالي 35% من مساحة الجزيرة
- 1404 هـ - حزب الوطن الأم التركي بزعامه تورغوت أوزال يفوز بالانتخابات ويتمكن من تشكيل الحكومة التركية.
- 1420 هـ - أمير دولة الكويت الشيخ جابر الأحمد الصباح يصدر مرسومًا أميريًا بإعطاء المرأة حق الترشيح والانتخاب في الكويت وذلك أثناء فترة حل مجلس الأمة والتحضير للانتخابات الجديدة، وقد أسقط مجلس الأمة هذا المرسوم بعد إجراء الانتخابات.
- 1425 هـ - اغتيال الشيخ أحمد ياسين - مؤسس حركة حماس - وهو في الطريق لأداء صلاة الفجر.
- 1431 هـ - جماعة الإخوان المسلمون تختار عضو مكتب الإرشاد فيها الدكتور محمد بديع مرشدًا عامًا لها خلفًا لمحمد مهدي عاكف، ليكون ثامن مرشد عام للجماعة.
- 1436 هـ - الانتخابات الرئاسية التونسيَّة تقام في البلاد لأوَّل مرة بعد الدستور الجديد وثاني مرة بعد الثورة.

## مواليد
- 1255 هـ - يعقوب صنوع، رائد من رواد المسرح المصري والصحافة المصرية الساخرة.
- 1350 هـ - كوثر رمزي، ممثلة مصرية.
- 1393 هـ - محمد الحجي، ممثل سعودي.
- 1397 هـ - حسين عبد الغني، لاعب كرة قدم سعودي.
- 1404 هـ -
  - مي سليم، ممثلة ومغنية أردنية.
  - أميرة الطويل، سيدة أعمال سعودية.

## وفيات
- 187 هـ - جعفر بن يحيى البرمكي، وزير عباسي.
- 1071 هـ - أيوب الخلوتي، متصوف ومصنف وشاعر سوري عثماني.
- 1302 هـ - محسن الخضري، شاعر عراقي.
- 1346 هـ - إلياس الأيوبي، مؤرخ فلسطيني عثماني.
- 1387 هـ - نصر سمعان، شاعر سوري - برازيلي.
- 1394 هـ - فوزي الجزايرلي، ممثل مصري.
- 1395 هـ - عبد اللطيف الكويتي، مغني كويتي.
- 1424 هـ - درية أحمد، ممثلة مصرية.
- 1425 هـ - أحمد ياسين، إمام مجاهد ومؤسس حركة حماس.
- 1426 هـ - عبد العزيز بن محمد آل الشيخ، رئيس هيئة الأمر بالمعروف والنهي عن المنكر بالسعودية.
- 1429 هـ - رجاء النقاش، كاتب صحفي مصري.

## وصلات خارجية
- موقع قصة الإسلام: حدث في شهر صفر.